# Iraq ajamita

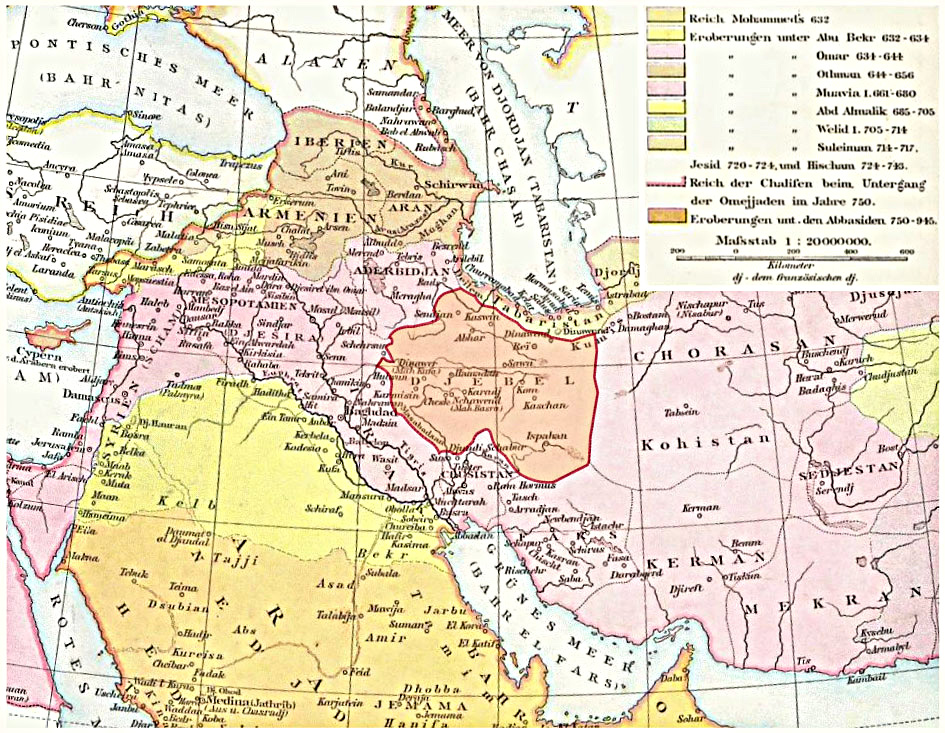
mapa del Jibal

L'Iraq ajamita (àrab: عراق العجم, Iraq al-ʿajam; persa: عراق عجم, Iraq-i Ajam; literalment ‘Iraq dels perses') fou una regió de Pèrsia. Correspon a l'antiga Mèdia i es va dir al-Jibal («les Muntanyes») després de la conquesta àrab; va prendre el nom d'Iraq ajamita a partir del segle xi, segons es diu, perquè els seljúcides que governaven la zona eren sultans de l'Iraq. Les ciutats principals eren Hamadan, Qom, Esfahan, Kashan, Rayy, Qazwin i Zanjan (i eventualment Yedz o Yadz).
El territori anava de Hamadan al nord-oest a Esfahan al sud. Qazwin i Rayy al nord sovint foren considerades part de l'Iraq Adjemi, i més excepcionalment Yadz, al sud-est. Considerant aquestos territoris com inclosos limitava al nord amb Tabaristan o Mazanderan i Gilan; al nord-oest amb l'Azerbaidjan; a l'oest amb Kurdistan i Luristan; al sud-oest el Khuzistan; al sud el Fars; al sud-est el Kirman; i a l'est i nord-est el Khurasan. Les muntanyes corren d'oest a est i de nord-oest a sud-est. El riu principals és el Kizil Uezen o Sefid Rud (que neix entre Hamadan i Tabriz al Besch Parmal o Peatchanguslit que vol dir Muntanya del Cinc Dits i corre al nord-est i a l'est fins a trobar el Hasht Rud, i després s'obre camí per les muntanyes Elburz fins a la mar Càspia on desaigua); altres rius corren cap a l'est al Gran Desert de Sal o de Pèrsia que forma la plana oriental que obre al Khurasan.
Sota els xas qajar va formar al segle xix una de les 19 províncies del país, situada entre Hamadan i Esfahan i amb capital a Kashan. Al final del segle s'havien format 11 províncies (Ardelan, Azerbaidjan, Balutxistan, Farsistan, Gilan, Irak Adjemi, Khurasan, Kuhistan, Kirman, Luristan, i Mazanderan) i la de l'Iraq Adjemí tenia una superfície de 358.000 km² i una població estimada d'un milio de persones, sent la capital provincial Esfahan. El 1950 en la reorganització administrativa de l'Iran es van formar deu províncies; la província de l'Iraq Adjemí fou bàsicament substituïda per la província d'Esfahan, que va incloure Yadz i Chahar Mahall i Bakhtiari (que després van formar províncies separades), però no Hamadan que va passar a la província de Kermansah (fins que va formar província separada abans de 1980). Modernament les províncies de Zandjan o Zanjan, Qom, Qazwin, Teheran, Hamadan, Markazi, Esfahan i Yadz constitueixen el que fou el territori històric de l'Iraq Adjemí.